# Евфем
Евфем (Эвфам, др.-греч. Εὔφημος) — персонаж древнегреческой мифологии. С Тенара в Лаконике. Сын Посейдона и Мекионики, или Посейдона и Европы, дочери Тития, по Аполлонию и Пиндару, родился в Гирии (Беотия). Либо флегиец из Панопея. Участник Калидонской охоты. Аргонавт. Участник погребальных игр по Пелию, победитель в скачке на парной колеснице. Во время пребывания аргонавтов в Ливии получил в подарок от Тритона ком ливийской земли, который бросил в воду, и он стал островом Фера. Его потомки заселили остров Феру, затем Кирену. Его жена Лаонома. Лемниянка Ламаха родила ему дочь Левкофану, её потомками были киренские Баттиады.
В его честь названа линия Евфем на спутнике Юпитера Европе.